# Marcellus II.
Marcellus II. (Marcel II.) (vlastním jménem Marcello Cervini degli Spannochi) (6. května 1501, Montefano – 1. května 1555, Řím) byl papežem v roce 1555. Aktivně se zúčastnil Tridentského koncilu a jako papež se pokusil reformovat církev a napravit světský životní styl mnoha duchovních.

## Život
Marcello Cervini se narodil roku 1501 v Montefanu. Papež Pavel III. ho jmenoval kardinálem. Jako papežský legát se zúčastnil Tridentského koncilu.
Během konkláve po smrti Pavla III. v prosinci 1549 byl Cervini jedním z vážných kandidátů na papežský stolec. Dne 12. prosince dorazilo pět dalších francouzských kardinálů, kteří sice nedokázali prosadit svého favorita Ippolita d'Este, ale Cervini byl mezi jejich možnými kandidáty. Také frakce kolem kardinála Farneseho mu byla nakloněna. Proti však stála císařská frakce, která ho odmítala. Situace se ještě zhoršila, když Cervini 22. prosince musel konkláve opustit kvůli čtvrtodenní zimnici. Nakonec byl 7. února 1550 zvolen papežem Giovanni Maria Ciocchi del Monte, který přijal jméno Julius III.
Dne 9. dubna 1555 byl Cervini zvolen papežem a 10. dubna korunován. Po volbě nezměnil své jméno a do dějin vstoupil se jménem Marcellus II. Byl doposud posledním papežem, který si ponechal své původní křestní jméno jako jméno papežské.

## Pontifikát
Brzy po zvolení papežem zakázal pořádání nejrůznějších oslav a jiných zábav. Byl tvrdým odpůrcem nepotismu, jeho příbuzní nesměli do Říma ani jezdit. Korunovaci si přál bez zbytečných výloh, peníze na ni určené věnoval chudým. Během velikonočního týdne chodil sloužit mše pěšky.
Dne 1. května 1555 zemřel. Pohřben byl ve vatikánských katakombách (ve Svatopetrském chrámu) v prosté rakvi. Po jeho smrti se stalo zvykem, že se o velikonoční neděli zpívala mše Missa Papae Marcelli pro šest hlasů, kterou složil Giovanni Pierluigi da Palestrina.